# Hartmut Schmidt (Journalist)
Hartmut Schmidt (* 22. November 1942 in Wechingen) ist ein deutscher Journalist und Historiker.

## Leben
Hartmut Schmidt, Sohn eines protestantischen Pfarrers, studierte Germanistik und Publizistik, ab 1966 in Berlin. Dort war er in den 1970ern Parteifunktionär in der Kommunistischen Partei Deutschlands (Aufbauorganisation). Seit 1981 war Schmidt Redakteur des Evangelischer Pressedienst in Frankfurt am Main. In den 80er Jahren war er Vorsitzender des Frankfurter Flüchtlingsrats und bei der Initiative „Solidarität mit Solidarność“ tätig.
Schmidt ist Vater des Politikers Florian Schmidt sowie Bruder des Gräzisten und Politikers Martin Schmidt.

## Stolpersteine in Frankfurt
Schmidt trat 2004 der Initiative Stolpersteine Frankfurt bei, wurde 2007 zum Koordinator und ist seit 2008 deren Vorsitzender. 
Seit Gründung der Frankfurter Initiative wurden 1400 Stolpersteine in der Stadt verlegt. Schmidt führt umfassende Recherchen zu den Geschichten und Lebensläufen der Opfer durch, wie beispielsweise die Suche nach Angehörigen, Rekonstruktion der Umstände der Verfolgung und des Todes der einzelnen Personen, und hält Kontakt zu vielen ihrer Nachkommen. Aus der Arbeit sind auch zwei Bücher entstanden, die zu Erinnerungsrundgängen durch die Stadt einladen (siehe Abschnitt Publikationen) sowie zahlreiche Kooperationen mit Frankfurter Schulen und Lehrkräften, um Schülerinnen und Schüler für das Erinnerungsprojekt zu interessieren.
Im September 2021 wurde Schmidt von Oberbürgermeister Peter Feldmann für seine Arbeit als Vorsitzender der Stolperstein-Initiative und seine Verdienste um die Erinnerungskultur mit der Ehrenplakette der Stadt Frankfurt ausgezeichnet.

## Getauft, ausgestoßen – und vergessen?
Schmidt war maßgeblich beteiligt an der Ausstellung "Getauft, ausgestoßen – und vergessen?" der Evangelische Kirche in Hessen und Nassau.
Im Jahre 2012 erhielt Schmidt in diesem Zusammenhang die Spener-Medaille des Evangelischen Regionalverbandes Frankfurt.

## Publikationen
- "Zwischen Riga und Locarno: Bericht über Hilde Schneider, Christin jüdischer Herkunft, Diakonisse, Ghetto- und KZ-Häftling, Gefängnispfarrerin", 2001, Wichern Verlag, ISBN 978-3-88981-127-1

- "Getauft, ausgestoßen – und vergessen? – Zum Umgang der evangelischen Kirchen in Hessen mit den Christen jüdischer Herkunft im Nationalsozialismus", 2013, mit Heinz Daume, Hermann Düringer, Monica Kingreen, CoCon-Verlag, ISBN 978-3-86314-255-1

- "Stolpersteine in Frankfurt am Main – 10 Rundgänge", 2016, Herausgeber "Initiative Stolpersteine Frankfurt am Main", Verlag "Brandes & Apsel", ISBN 978-3-95558-185-5

- "Stolpersteine in Frankfurt am Main – 10 Rundgänge – Band 2", 2018, Herausgeber "Initiative Stolpersteine Frankfurt am Main", Verlag "Brandes & Apsel", ISBN 978-3-95558-241-8